# Soľ
Soľ (bis 1927 slowakisch „Soľa“ oder „Sol“; ungarisch Sókút – älter auch Szolya) ist eine Gemeinde im Okres Vranov nad Topľou des Prešovský kraj im Osten der Slowakei, mit 2449 Einwohnern.

## Geographie

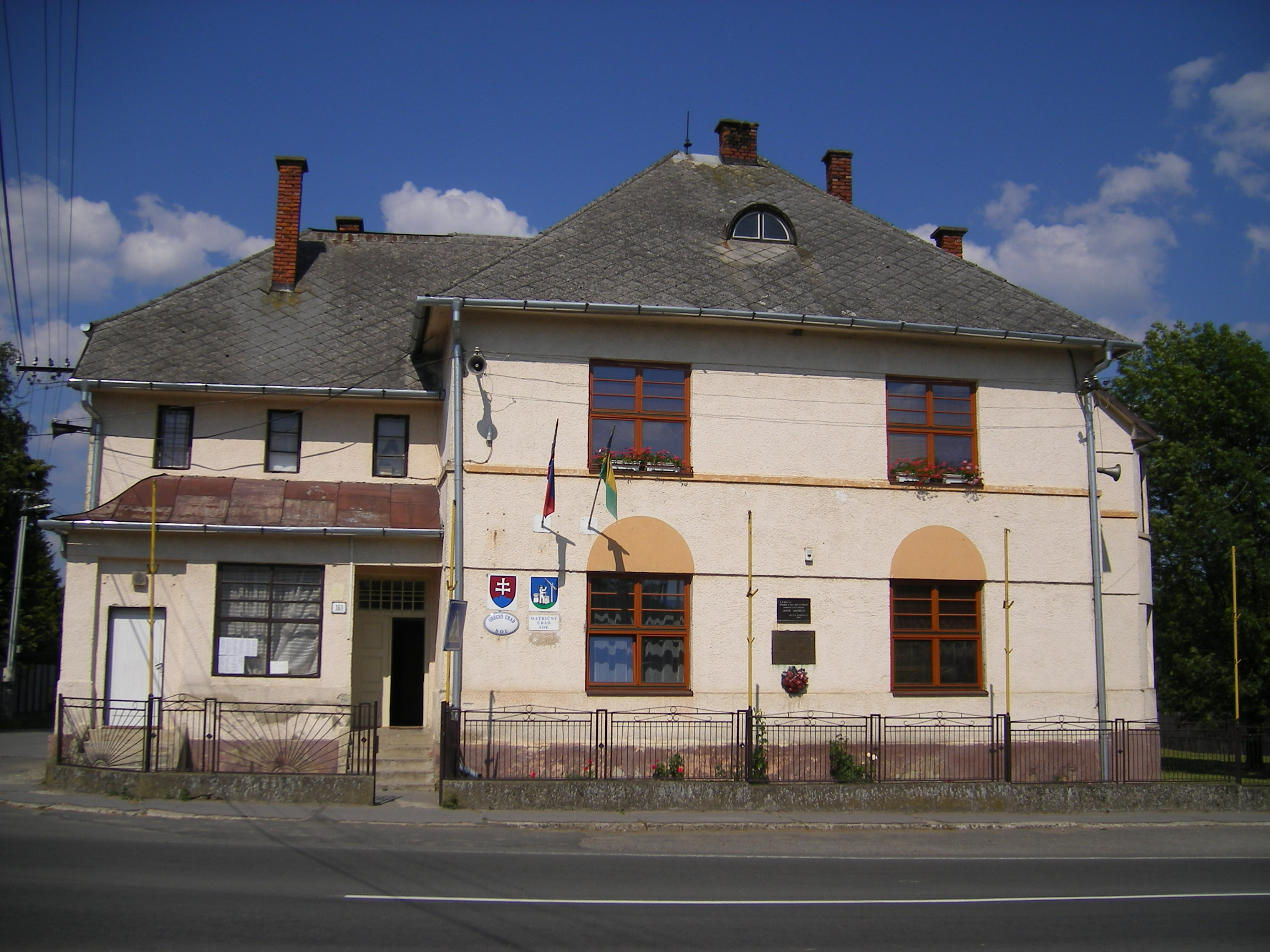
Das Gemeindeamt von Soľ

Die Gemeinde liegt in den nordöstlichen Ausläufern des Ostslowakischen Tieflands am rechten Ufer der Topľa, zwischen den Slanské vrchy im Westen und den Niederen Beskiden im Norden und Osten. Soľ ist acht Kilometer von Vranov nad Topľou entfernt.

## Geschichte
Der Ort erscheint 1252 zum ersten Mal in einer Urkunde, wo er als Sowkwth erwähnt ist. Der Name bezieht sich auf drei (ehemalige) Solequellen bei der Gemeinde (slow. soľ = Salz, ung. Sókút = Salzquelle).

## Bevölkerung
| Jahr                | 1994 | 2004     | 2014    | 2024    |
| ------------------- | ---- | -------- | ------- | ------- |
| Anzahl der Personen | 2001 | 2290     | 2505    | 2664    |
| Unterschied         |      | +14,44 % | +9,38 % | +6,34 % |

| Jahr                | 2023 | 2024    |
| ------------------- | ---- | ------- |
| Anzahl der Personen | 2641 | 2664    |
| Unterschied         |      | +0,87 % |

## Persönlichkeiten
- Michal Sabolčík (1924–1995), Politiker